# Tommy Defendi
Tommy Defendi, nome d'arte di James LaRusso (Chicago, 30 giugno 1989), è un disc jockey, ex attore pornografico e modello statunitense.

## Biografia

### Primi anni
È nato e cresciuto a Chicago, nell'Illinois. Era uno spogliarellista e ha partecipato allo Stonewall Street Festival “Growl” a Fort Lauderdale. Ha iniziato a lavorare come modello per la FabScout Entertainment.

### Carriera
Prima di essere scoperto da un agente della CockyBoys nel 2008, ed entrare nell'industria del porno gay all'età di 19 anni, non aveva mai avuto rapporti sessuali con uomini. Ha registrato la sua prima scena con collegedudes247.com insieme a Sethem Lyonsem.
È apparso in film porno prodotti da studi come CockyBoys, Raging Stallion, FabScout, Men.com, Hot House Studios, CollegeDudes247, Helix Studios, Rent.com, Icon Male. Ha lavorato per le più grandi aziende e siti web di porno gay. Ha anche preso parte ai seguenti programmi: Project GoGo Boys (2012) e The Naughty Show (2013).
Durante la notte dei Grabby Awards 2015 annuncia ufficialmente il suo ritiro dal porno.

### Vita privata
È bisessuale. Si è trasferito varie volte; dalla Florida, alla California, New York, e Las Vegas, fino a stabilirsi definitivamente a San Diego dove lavora come DJ e produttore musicale.

## Premi e Nomine
| Anno | Premio        | Categoria                                        | Film                      | Condiviso con                 | Risultato |
| ---- | ------------- | ------------------------------------------------ | ------------------------- | ----------------------------- | --------- |
| 2010 | GayVN Award   | Miglior attore dell'anno                         | -                         | -                             | Nomina    |
| 2010 | Grabby Award  | Miglior attore versatile                         | –                         | –                             | Nomina    |
| 2011 | Grabby Award  | Miglior attore versatile                         | –                         | –                             | Nomina    |
| 2011 | XBIZ Award    | Attore gay dell'anno                             | –                         | –                             | Nomina    |
| 2012 | Grabby Award  | Attore dell'anno                                 | –                         | –                             | Nomina    |
| 2012 | Grabby Award  | Miglior threesome                                | Cowboys Part Two (2012)   | Chris Porter e Colby Keller   | Nomina    |
| 2012 | Grabby Award  | Miglior pene                                     | –                         | –                             | Nomina    |
| 2012 | Grabby Award  | Miglior attore versatile                         | –                         | –                             | Nomina    |
| 2013 | Grabby Award  | Miglior pene                                     | –                         | –                             | Vittoria  |
| 2013 | Grabby Award  | Miglior attore top                               | –                         | –                             | Nomina    |
| 2013 | Grabby Award  | Miglior scena di gruppo                          | Project GoGo Boys (2012)  | Sebastian Young e Seth Knight | Nomina    |
| 2013 | Grabby Award  | Attore dell'anno                                 | –                         | –                             | Nomina    |
| 2013 | Grabby Award  | Attore del web dell'anno                         | –                         | –                             | Nomina    |
| 2014 | XBIZ Award    | Attore Gay dell'anno                             | –                         | –                             | Nomina    |
| 2014 | Grabby Awards | Miglior attore versatile                         | –                         | –                             | Nomina    |
| 2014 | Grabby Awards | Miglior attore top                               | –                         | –                             | Nomina    |
| 2014 | Grabby Awards | Miglior coppia                                   | Timberwolves (2013)       | Adam Ramzi                    | Nomina    |
| 2014 | Grabby Awards | Attore dell'anno                                 | –                         | –                             | Nomina    |
| 2015 | Grabby Award  | Miglior attore non protagonista                  | Dirty Rascals (2014)      | –                             | Vittoria  |
| 2015 | Grabby Award  | Miglior coppia                                   | Dirty Rascals (2014)      | Dato Foland                   | Nomina    |
| 2015 | Grabby Award  | Miglior attore top                               | –                         | –                             | Nomina    |
| 2015 | Grabby Award  | Miglior pene                                     | –                         | –                             | Nomina    |
| 2015 | Grabby Award  | Attore dell'anno                                 | –                         | –                             | Nomina    |
| 2015 | Grabby Award  | Attore porno gay preferito dei fan di Squirt.org | –                         | –                             | Nomina    |
| 2015 | XBIZ Award    | Attore gay dell'anno                             | –                         | –                             | Nomina    |
| 2016 | Grabby Award  | Miglior attore top                               | –                         | –                             | Nomina    |
| 2016 | Grabby Award  | Miglior pene                                     | –                         | –                             | Nomina    |
| 2016 | Grabby Award  | Miglior cambiamento di posizione                 | His Sister’s Lover (2015) | Wolf Hudson                   | Nomina    |
| 2016 | Grabby Award  | Miglior Attore                                   | His Sister’s Lover (2015) | –                             | Nomina    |